# Semlower Straße (Stralsund)

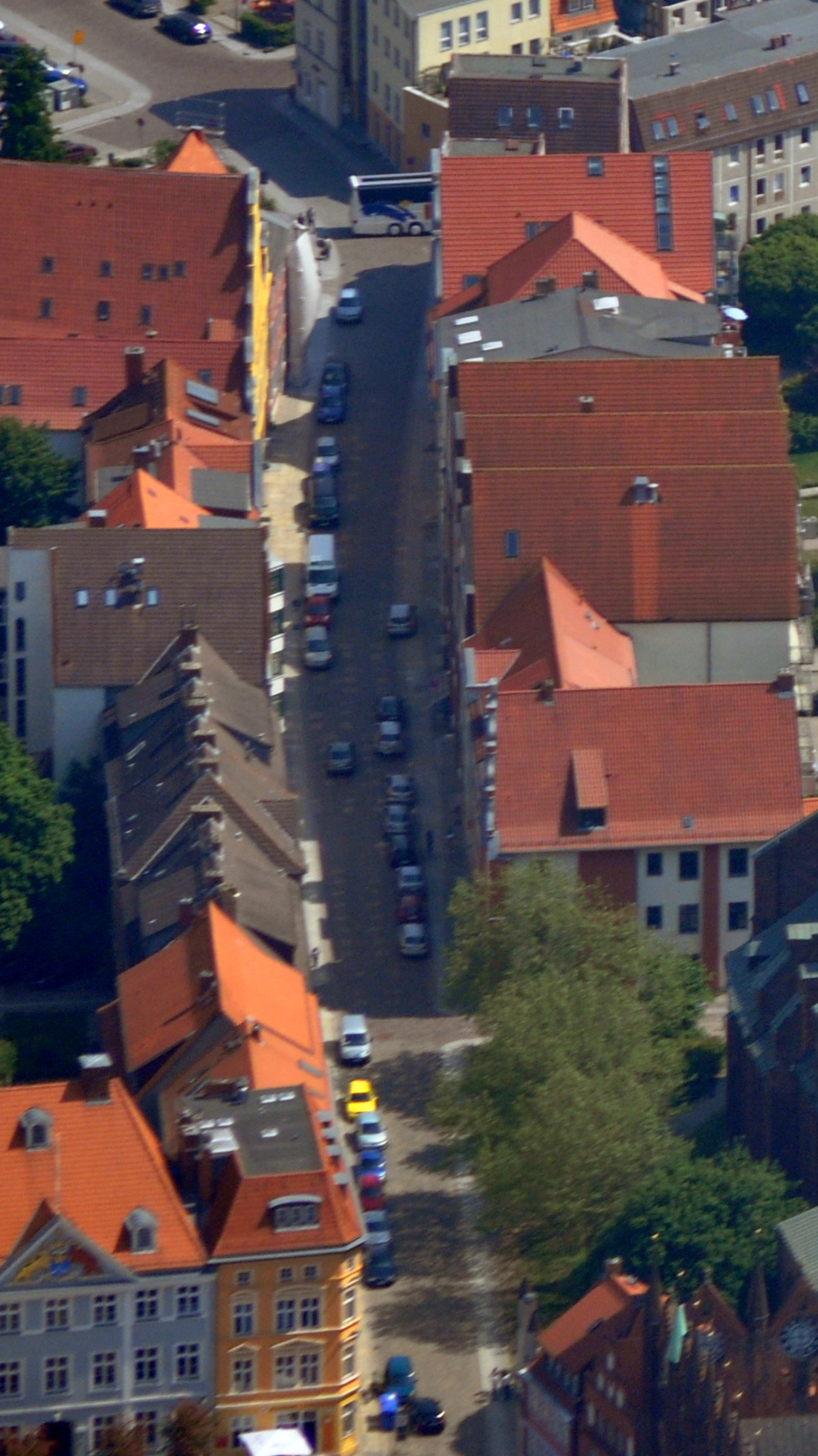
Blick in die Semlower Straße in Stralsund (2011)

Die Semlower Straße (auch: Semlowerstraße) im Stadtgebiet Altstadt in Stralsund verbindet den Alten Markt an der Ecke Nikolaikirche mit der Straße Am Fischmarkt und der Neuen Semlower Straße. Die Bechermacherstraße, die Mauerstraße und die Wasserstraße kreuzen die Semlower Straße. Die Semlower Straße gehört zum Kerngebiet des UNESCO-Welterbes Historische Altstädte Stralsund und Wismar.
Die Straße wurde nach der Familie Semlow benannt, die wahrscheinlich aus Semlow stammte und in den ersten Jahrhunderten der Stadt Stralsund zu den mächtigsten Familien gehörte.
Zehn der Gebäude stehen unter Denkmalschutz (siehe auch Liste der Baudenkmale in Stralsund): die Häuser Semlower Straße 9, Semlower Straße 16, Semlower Straße 17, Semlower Straße 18, Semlower Straße 30, Semlower Straße 31, Semlower Straße 32, Semlower Straße 36, Semlower Straße 39–41 und Semlower Straße 42.
In den 1930er Jahren war die Semlower Straße ein Vorzeigeobjekt der so genannten „Entschandelung“.
Am Ende der Straße zum Hafen hin stand bis 1960 das zu den Stralsunder Stadtbefestigungen gehörende Semlower Tor; es wurde beim Bombenangriff auf Stralsund am 6. Oktober 1944 schwer beschädigt. Bei diesem Bombenangriff wurden viele andere Gebäude zerstört, darunter das Giebelhaus Nr. 33. In den 1950er, 1980er und 1990er Jahren wurden einige Baulücken durch Neubauten geschlossen; das Tor war bereits am 29. Juni 1960 gesprengt und abgetragen worden.